# 압둘 마지드 와리스
압둘 마지드 와리스(아랍어: عبد المجيد واريس, 영어: Abdul Majeed Waris, 1991년 9월 19일, 타말레 ~)는 가나의 프로 축구 선수로, 현재 키프로스 1부 리그의 아노르토시스 파마구스타 FC와 가나 국가대표팀에서 스트라이커로 활약하고 있다.

## 클럽 경력
타말레 출신으로, 마지드는 가나의 라이트 투 드림 아카데미에서 12세의 나이에 축구를 시작했다. 그는 잉글랜드로 건너가 하트퍼리 콜리지에 합류해 포리스트 그린 로버스의 리저브팀 경기에 나오기도 했다.

### 헤켄
2009년 10월, 그는 스웨덴 알스벤스칸 클럽 헤켄과 비공개 이적료에 4년 계약을 체결했다. 2010년 3월, 그는 4-2로 이긴 트렐레보리와의 홈경기에서 도미니크 차토와 교체되어 그라운드를 밟으며 신고식을 치렀다. 2012년 5월, 그는 6-0으로 이긴 노르셰핑과의 홈 경기에서 5골을 넣으며 자신의 첫 해트트릭을 달성했다. 그 결과, 그는 21세기에 알스벤스칸 한 경기에서 5골을 득점한 첫 선수가 되었다. 또한, 그는 유럽 1부 리그 한 경기에서 5골을 득점한 첫 가나인으로도 기록되었고, 9경기에 출전해 12골을 득점하면서 알스벤스칸 득점 선두에 올랐다. 알스벤스칸 시즌 종료 후, 마지드는 스웨덴 1부 리그 올해의 선수로 기록되었고, 크웨시 냔타키 가나 축구 협회 회장은: "그의 업적은 우리 나라의 위상을 드높였다."라고 칭찬하기에 이르었다.
헤켄에서의 그의 활약은 베르더 브레멘, 함부르크, 생테티엔, 카타니아, 그리고 아스널 등의 클럽들로의 이적설에 오르게 하였다.

### 스파르타크 모스크바
2012년 11월, 마지드는 스파르타크 모스크바로 비공개 이적료에 둥지를 옮겼다. 2013년 3월 10일, 그는 테레크 그로즈니전에서 82분에 교체 출전하며 러시아 프리미어리그 데뷔전을 치렀고, 경기는 스파르타크의 3-1 승리로 끝났다. 그러나, 그의 스파르타크 모스크바 1군 출전 기회는 엠마누엘 에메니케, 유라 모브시샨, 아르툠 주바, 그리고 아리 등의 쟁쟁한 공격수들로 인해 제한되어 있었다.
2013년 12월 8일, 그는 로스토프 원정 경기 88분에 첫 러시아 프리미어리그 득점을 뽑아냈고, 그의 골로 1-0으로 승부가 갈렸다. 1호골 득점 후, 마지드는 러시아 프리미어리그 이 주의 선수로 선정되었다. 겨울 휴식기가 시작되자, 마지드는 클럽을 떠날 의사를 밝혔고, 월드컵 출전 기회를 얻고 싶다고 덧붙였다.

### 발랑시엔 임대
2014년 1월, 그는 리그 1 클럽 발랑시엔으로 2014년 6월 30일까지 임대되었다. 입단식에서 마지드는 등번호 29번이 새겨진 유니폼을 받았다. 마지드는 2014년 1월 14일, 3-2로 이긴 바스티아전에서 새 클럽 데뷔전을 가졌고, 첫 골을 신고했다. 데뷔전 결과, 마지드는 2014년 1월 14일에 Goal.com이 주관한 가나 이 주의 선수로 선정되었다. 6번의 경기에서 2골을 넣은 후, 2014년 2월 22일, 2-2로 비긴 소쇼전에서 멀티골에 성공했다. 마지드는 4번의 연속된 경기에서 5골을 기록하게 되었다.
발랑시엔은 연패를 거듭하면서 시즌을 리그 2 강등으로 끝냈는데, 마지드는 이에 분루를 삼켰다. 처음에 11득점을 목표로 잡았으나, 마지드는 발랑시엔 임대 기간동안 단 9골을 넣는데 그쳤다. 강등에도 불구하고, 마지드는 이적을 영구화시켜 프랑스에 잔류할 의사를 밝혔다. 마지드는 스파르타크 모스크바로 복귀하게 되었으나, 클럽이 리그 1로 복귀할 희망만은 남겨두었다.

### 트라브존스포르
2014년 9월 1일, 와리스는 터키 쉬페르리그 클럽 트라브존스포르와 €5.5M짜리 4년 계약을 체결했다. 와리스는 그 전에 릴과 링크되었으나, 스파르타크 모스크바가 구단의 제의를 거절했다.
와리스는 2014년 9월 14일, 득점 없이 비긴 페네르바흐체전에서 트라브존스포르 첫 경기를 치렀고, 그는 풀 타임으로 좌측 측면 공격을 맡았다. 두달 후인 2014년 11월 6일, 와리스는 1-1로 비긴 로케런과의 유로파리그 경기에서 이적 후로는 처음으로 득점에 성공했다.

## 국가대표팀 경력
2012년 2월, 마지드는 칠레와의 경기를 앞두고 부상당한 앙드레와 조르당 아유를 대신해 가나 국가대표팀에 차출되었다. 그는 체스터의 PPL 파크에서 열린 이 경기에서 리처드 음퐁과 교체 투입되었고, 가나는 1-1로 비겼다. 국가대표팀 경기 첫 골은 2013년 3월 24일, 쿠마시의 바바 야라 경기장에서 열린 수단과의 월드컵 예선전에서 나왔고, 그는 팀의 세번째 득점을 넣어 4-0 대승에 일조했다. 그는 쿠마시에서 펼쳐진 이집트와의 월드컵 예선전 플레이오프 1라운드 경기에서도 득점하면서 6-1 대승을 도왔다.
2014년 5월 12일, 마지드는 제임스 콰시 아피아 가나 감독에 의해 2014년 FIFA 월드컵의 26인 예비 엔트리에 포함되었다. 이후, 2014년 6월 2일, 마지드는 23인 최종 엔트리에 포함되었고, 2014년 FIFA 월드컵에 가나 국가대표로 참가하게 되었다.

## 통계

### 클럽
2019년 6월 3일 기준
| 클럽                | 시즌      | 리그                | 리그 | 리그 | 컵   | 컵 | 유럽 | 유럽 | 기타 | 기타 | 합계 | 합계 |
| 클럽                | 시즌      | 리그                | 출장 | 골   | 출장 | 골 | 출장 | 골   | 출장 | 골   | 출장 | 골   |
| ------------------- | --------- | ------------------- | ---- | ---- | ---- | -- | ---- | ---- | ---- | ---- | ---- | ---- |
| BK 헤켄             | 2010      | 알스벤스칸          | 10   | 0    | 1    | 1  | 0    | 0    | –    | –    | 11   | 1    |
| BK 헤켄             | 2011      | 알스벤스칸          | 16   | 3    | 1    | 0  | 0    | 0    | –    | –    | 17   | 3    |
| BK 헤켄             | 2012      | 알스벤스칸          | 29   | 23   | 1    | 2  | 5    | 1    | –    | –    | 35   | 26   |
| BK 헤켄             | 합계      | 합계                | 55   | 26   | 3    | 3  | 5    | 1    | 0    | 0    | 63   | 30   |
| 스파르타크 모스크바 | 2012–13   | 러시아 프리미어리그 | 7    | 0    | 0    | 0  | 0    | 0    | –    | –    | 7    | 0    |
| 스파르타크 모스크바 | 2013–14   | 러시아 프리미어리그 | 4    | 1    | 0    | 0  | 1    | 0    | –    | –    | 5    | 1    |
| 스파르타크 모스크바 | 2014–15   | 러시아 프리미어리그 | 4    | 0    | 0    | 0  | 0    | 0    | –    | –    | 4    | 0    |
| 스파르타크 모스크바 | 합계      | 합계                | 15   | 1    | 0    | 0  | 1    | 0    | 0    | 0    | 16   | 1    |
| 발랑시엔 (임대)     | 2013–14   | 리그 1              | 16   | 9    | 0    | 0  | 0    | 0    | –    | –    | 16   | 9    |
| 발랑시엔 (임대)     | 합계      | 합계                | 16   | 9    | 0    | 0  | 0    | 0    | 0    | 0    | 16   | 9    |
| 트라브존스포르      | 2014–15   | 쉬페르리그          | 18   | 0    | 3    | 3  | 5    | 1    | –    | –    | 26   | 4    |
| 트라브존스포르      | 2015–16   | 쉬페르리그          | 0    | 0    | 0    | 0  | 3    | 0    | –    | –    | 3    | 0    |
| 트라브존스포르      | 합계      | 합계                | 18   | 0    | 3    | 3  | 8    | 1    | 0    | 0    | 29   | 4    |
| 로리앙              | 2015–16   | 리그 1              | 21   | 11   | 4    | 1  | 0    | 0    | –    | –    | 25   | 12   |
| 로리앙              | 2016–17   | 리그 1              | 35   | 9    | 3    | 1  | 0    | 0    | 2    | 1    | 40   | 11   |
| 로리앙              | 2017–18   | 리그 2              | 6    | 1    | 2    | 1  | 0    | 0    | 0    | 0    | 8    | 2    |
| 로리앙              | 합계      | 합계                | 62   | 21   | 9    | 3  | 0    | 0    | 2    | 1    | 73   | 25   |
| 포르투 (임대)       | 2017–18   | 프리메이라리가      | 5    | 0    | 1    | 0  | 2    | 0    | 0    | 0    | 8    | 0    |
| 포르투 (임대)       | 합계      | 합계                | 5    | 0    | 1    | 0  | 2    | 0    | 0    | 0    | 8    | 0    |
| 낭트 (임대)         | 2018–19   | 리그 1              | 33   | 5    | 5    | 2  | –    | –    | –    | –    | 38   | 7    |
| 경력 합계           | 경력 합계 | 경력 합계           | 204  | 62   | 20   | 11 | 14   | 2    | 2    | 1    | 243  | 76   |

## 사생활
마지드는 무슬림으로, 매 경기 전후로 살라트에 경례한다.

## 수상

### 클럽
헤켄
- 알스벤스칸 득점왕: 2012

포르투
- 프리메이라리가: 2017–18